# 宁武关
宁武关，位于今山西省忻州市宁武县城区，与偏关和雁门关合称山西“外三关”。也是中华人民共和国山西省文物保护单位之一。

## 历史
宁武关始建于明代中期，于明成化三年（1467年）建成。明弘治十一年（1498年）扩城。明崇祯十七年（1644年），李自成为攻入北京，与明军进行了一场大战，史称“宁武关之战”，击败三关总兵周遇吉，不久攻入北京，灭亡了明朝。

## 保护
- 1986年8月18日，宁武关（历代长城）被公布为第二批山西省文物保护单位，属于古建筑及历史纪念建筑物类，编号2-175[2]。
- 2008年4月19日，宁武关鼓楼重新修缮完毕[3]。